# Fryderyk Magnus Badeński
Fryderyk Magnus Badeński (ur. 23 września 1647 w Ueckermünde, zm. 25 czerwca 1709 w zamku Karlsburg w Durlach) – syn margrabiego Badenii-Durlach Fryderyka VI i Krystyny Magdaleny Wittelsbach.

## Życiorys
Rządził od 1677 do 1709.
W 1677 został margrabią Badenii-Durlach. W czasach jego rządów miał miejsce atak Francuzów, którzy w 1688 wypędzili margrabiego. Pokój w Ryswick z 1697 zastał Badenię zrujnowaną. Wracając z wygnania w Bazylei, do Durlach książę nie miał gdzie mieszkać ponieważ wszystkie zamki były zniszczone. Próbował odbudować państwo lecz stanęła mu na przeszkodzie Wojna o sukcesję hiszpańską, która również przysporzyła cierpień krajowi, a książę musiał uciekać znów. Fryderyk Magnus Badeński zmarł w 1709 już we własnej stolicy w Durlach.